# Забор'є (Слободський район)
Забо́р'є (рос. Заборье) — присілок у складі Слободського району Кіровської області, Росія. Входить до складу Бобінського сільського поселення.
Населення становить 165 осіб (2010, 144 у 2002).
Національний склад станом на 2002 рік — росіяни 93 %.